# روبرت كوخ
روبرت كوخ (بالألمانية: Robert Koch)‏ (11 ديسمبر 1843 ـ 27 مايو 1910) طبيب ألماني وعالم أحياء دقيقة. يُعرف باكتشافه للعوامل المسببة للأمراض المعدية القاتلة وتحديدها مثل السل والكوليرا (على الرغم من أن البكتيريا نفسها اكتُشفت من قبل فيليبو باتشيني في عام 1854) والجمرة الخبيثة، ويعتبر بالتالي أحد المؤسسين الرئيسيين لعلم الجراثيم الحديث. على هذا النحو، يُلقب عمومًا بأب علم الأحياء الدقيقة (مع لويس باستور)، وأب علم الجراثيم الطبي. يعتبر اكتشافه لبكتيريا الجمرة الخبيثة (العصوية الجمرية) في عام 1876 بمثابة ولادة لعلم الجراثيم الحديث. قدمت اكتشافاته أدلة مباشرة على نظرية جرثومية الأمراض والأساس العلمي للصحة العامة.
أثناء عمله في عيادته الخاصة، طور كوخ العديد من التقنيات المبتكرة في علم الأحياء الدقيقة. كان أول من استخدم عدسة الغمر بالزيت والمكثف والتصوير المجهري في الفحص المجهري. كان أول من زرع البكتيريا في المختبر عبر اختراعه لطريقة الزرع البكتيري باستخدام الألواح الزجاجية والآغار (والتي طورها مساعده يوليوس ريتشارد بيتري لاحقًا وأطلق عليها اسم الطبق البتري). عُيّن مستشارًا حكوميًا في مكتب الصحة الإمبراطوري في عام 1880 تقديرًا لعمله، وترقى إلى منصب تنفيذي كبير (كبير الاستشاريين في الامبراطورية) في عام 1882، وأصبح مدير معهد الصحة وشغل منصب أستاذ الصحة في كلية الطب في جامعة برلين عام 1885، وعمل رئيسًا للمعهد الملكي البروسي للأمراض المعدية (سُمي معهد روبرت كوخ بعد وفاته) في عام 1891.
أدت الأساليب التي استخدمها كوخ في علم الجراثيم إلى تشكيل مفهوم طبي يُعرف باسم فرضيات كوخ، وهي أربعة مبادئ طبية معممة تُستخدم للتأكد من العلاقة بين العوامل الممرضة وأمراض معينة. ما يزال المفهوم قيد الاستخدام في معظم الحالات ويؤثر على المبادئ الوبائية اللاحقة مثل معايير برادفورد هيل. حدث جدل كبير حين اكتشف كوخ التوبركولين واستخدمه لعلاج مرض السل وثبت أنه غير فعال، ولكنه طُور لتشخيص مرض السل بعد وفاته. حصل على جائزة نوبل في الفيزيولوجيا أو الطب في عام 1905 عن أبحاثه حول مرض السل. تحتفل منظمة الصحة العالمية باليوم العالمي للسل في ذكرى إعلانه عن اكتشاف بكتيريا السل في 24 مارس من كل عام، وذلك منذ عام 1982 حتى الوقت الحالي.

## مولده ونشأته
ولد كوخ في 11 ديسمبر سنة 1843 في كلاوستال بالقرب من هانوفر، ونشأ كوخ في عائلة كثيرة الأفراد فقد كان ثالث ابن من عشرة أطفال، درس الطب في غوتينغن على يد الطبيب الألماني فريدريك جوستاف جيكوب وتخرج في عام 1866، وشارك بعد ذلك في الحرب الفرنسية البروسية حيث عمل لاحقا كضابط طبيب، وباستخدام إمكانيات محدودة للغاية أصبح أحد مؤسسي علم البكتيريا، بالإضافة إلى لويس باستور، وعمل طبيباً في العديد من المستشفيات الألمانية وأستاذاً في جامعة برلين.

## اكتشاف بكتيريا الجمرة الخبيثة
كرّس كوخ حياته للبحث العلمي، باذلاً جهودا علمية كبيرة في اكتشاف الميكروبات والجراثيم ودراسة الأوبئة. ويعد روبرت كوخ أول من أثبت منذ حوالي مائة عام أن الأمراض المُعدية، التي كانت تفتك بشعوب أوروبا، سببها عضويات حية مجهرية، ففي سنة 1876 كلّف كوخ ببحث وباء الجمرة الخبيثة للكشف عن مسببه، إذ كان حينذاك منتشراً في القارة الأوروبية، وعرف هذا الوباء بإصابة الآلاف من رؤوس الأغنام والماعز والخنازير وكذلك بقدرته على إمراض المزارعين الذين يقومون بتربية هذه الحيوانات.
بدأ «كوخ» أولى تجاربه بتنمية بكتيريا الجمرة الخبيثة في خارج جسم الحيوان، ولاحظ نموها تحت مجهره، ثم حقنها في فئران فماتت وعندما فحص الفئران وجد فيها أعدادًا كبيرة من البكتيريا نفسها التي حقنها بادئ الأمر في هذه الفئران، وازدادَ ثقةً واطمئنانًا بأن هذه البكتيريا هي بذاتها المسببة للداء.

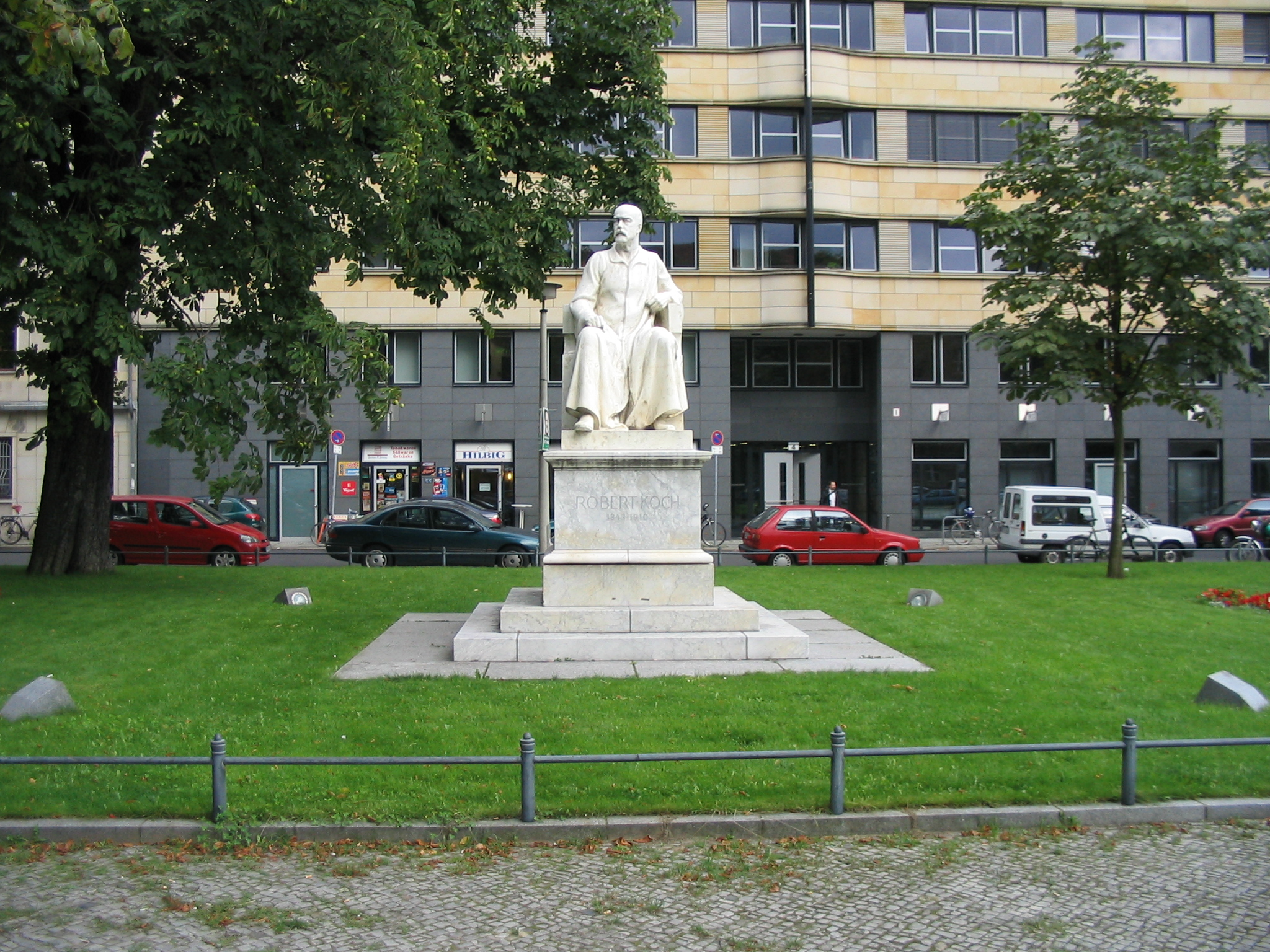
تمثال روبرت كوخ في برلين

أعاد كوخ التجربة عدة مرات على حيوانات أخرى مثل الأبقار، وتوصل إلى النتيجة نفسها، وهكذا برهن على أن البكتيريا هي التي تسبب مرض الجمرة الخبيثة، وبعد أن نشر كوخ اكتشافاته، قام العلماء بدراسة الأمراض المعدية التي تصيب الإنسان، وتوصلوا إلى أن البكتيريا تسبب عددًا من الأمراض للإنسان، مثل الدفتيريا، والكوليرا، والحمى التيفوئيدية.

## اكتشاف بكتيريا السل
اكتشف كوخ بنفسه البكتيريا المسببة لمرض السل، الذي حيّر العلماء قديما لعجزهم عن معرفة أسبابه، حتى اكتشف كوخ الجرثومة المسببة للسل عام 1882 وأثبت أن هذا الميكروب يمكنه إحداث تغيرات مرضية في مختلف أعضاء الجسم مثل الحنجرة والأمعاء والجلد، كما تمكن من استخلاص مادة التيوبركلين (Tuberculin) من جرثومة السل، وهي المادة التي تستخدم حتى اليوم في تشخيص مرض السل وتحديد ما إذا كان الشخص محصناً ضد المرض أو سبق له الإصابة به. وقد كانت أبحاث كوخ حول مرض السل تحديداً هي التي قادته إلى الحصول على جائزة نوبل. وما زال البعض يطلقون على بكتيريا السل اسم «عصيات كوخ».

## دراسته للأوبئة في أفريقيا وآسيا
- في سنة 1883 قام كوخ بدراسة مرض الكوليرا في مستشفى الإسكندرية بمصر، بعد أن اجتاح ذلك الوباء مصر وأدى إلى حدوث أكثر من أربعين ألف حالة وفاة.
- وفي منتصف سنة 1890 بدأ يجري أبحاثه حول أمراض الدم المعدية في أفريقيا كالملاريا ومرض النوم، ولقد قضى روبرت فترة طويلة في أفريقيا بين البحث في أسباب المرض وإيجاد العلاج.
- كما أجرى كوخ أبحاثه عن مرض الطاعون اللمفاوي في الهند واكتشف مرض الكوليرا الآسيوية.

## إنشاء معهد الأمراض المعدية
في عام 1891 أقام كوخ معهد الأمراض المعدية (انظر معهد روبرت كوخ) ببرلين، وصار مديراً له.

## مدينة كلاوس تال تكرم ابنها
اِعتِرَافاً بفضل كوخ قامت مدينة كلاوس تال - مسقط رأسه - بمنحه لقب مواطن شرفي، والآن تحمل العديد من المؤسسات العلمية والمنشآت في هذه المدينة اسم كوخ، فهناك مدرسة روبرت كوخ، ومستشفى روبرت كوخ، وشارع روبرت كوخ، وجائزة روبرت كوخ ومكتبة روبرت كوخ وغير ذلك. وبحكم شغفه للمغامرة والسفر ربط روبرت بين هوايته وإهتماماته العلمية حيث لم يتخل يوماً في معاينة الأوبئة والأمراض في البلد الذي أنتشرت به مغتنما الفرصة لإكتشاف العالم في وقت لم يكن فيه السفر عبر العالم ممتعا كما هو الشأن اليوم.

## وفاته
توفي روبرت كوخ في بادن بادن في 27 مايو 1910 بعد اصابته باحتشاء في عضلة القلب.

## روابط خارجية
- روبرت كوخ على موقع الموسوعة البريطانية (الإنجليزية)
- روبرت كوخ على موقع إن إن دي بي (الإنجليزية)